# 貝克式步槍
貝克式步槍（Baker rifle）是一種英國軍隊在拿破崙戰爭期間使用燧發槍。與當時英軍制式步槍褐筒不同，貝克式步槍是前裝槍時代中少見的來福槍。

## 歷史
在美國獨立戰爭，以散兵作戰並手持精確步槍射擊的美國民兵射手給英軍留下了極為深刻的印象。為了組織一支類似的部隊，英軍需要一把高精确度的步槍。貝克式步槍便是在這樣的背景下誕生。貝克式步槍由倫敦制槍匠伊齊基爾·貝克（Ezekiel Baker 1775-1836）於1799年設計，它在1800年2月這款步槍在軍械局舉辦的選拔賽上一舉奪冠，並作為英軍來福槍射手的標準配備於次年開始定型生產。
這批歩槍後來裝備至第95步槍團中。這支部隊身穿方便偽裝的綠夾克，而非傳統的红色軍服。作戰也是以散兵方式，而非線式戰術。以貝克式步槍高精確度及更長的射程來襲擾敵方。

## 性能
貝克式步槍的填裝速度較慢。一位使用貝克式步槍的步兵預計可以在一分鐘內射擊兩次，而在一位使用褐筒步槍老兵手中卻能做到一分鐘四槍。不過對散兵而言，精確度是比射擊速度更為重要。
贝克式步枪在200碼距離內可以保持高精確度，但也有300码的距离以外的射杀记录。於半島戰爭中，一位第95步兵团的士兵---托马斯.普伦凯特（Thomas Plunkett），便曾在300码的距离外击毙了法国将军科尔伯（Colbert-Chabanais）。

## 停産
大約於1840年，貝克式步槍便被布倫瑞克步槍（Brunswick Rifle）所替代。至於來福槍的普及則要等到米涅步槍(Minié rifle)的出現。